# جامعة ميدلسكس دبي
جامعة ميدلسكس دبي تعد حرمًا جامعيًا لجامعة ميدلسكس ، وهي جامعة بريطانية ، وتقع في مجمع دبي للمعرفة ، دبي ، الإمارات العربية المتحدة. تم افتتاح الحرم الجامعي في عام 2005 ، ويضم حاليًا أكثر من 3600 طالب من أكثر من 100 دولة.

## التاريخ
افتتحت جامعة ميدلسكس أول فرع خارجي لها - جامعة ميدلسكس دبي في 2005. وهي جامعة خاصة تقع في دبي ، الإمارات العربية المتحدة. إنه أول حرم جامعي خارجي لجامعة ميدلسكس لندن (المملكة المتحدة).
يقع الحرم الجامعي في قرية دبي للمعرفة كجزء من منطقة دبي الحرة للتكنولوجيا والإعلام. كان الحرم الجامعي هو أول حرم ميدلسكس خارج شمال لندن. يقدم دورات في المحاسبة والمالية والأعمال والإدارة والحوسبة وتكنولوجيا المعلومات والتعليم والقانون والسياسة والتسويق والإعلام والاتصالات وعلم النفس والعلوم الاجتماعية وإدارة السياحة الدولية.
تم ترخيص الحرم الجامعي من قبل هيئة دبي للمعرفة والإنسان (KHDA) ، وبرامجها معتمدة من قبل KHDA. في أغسطس 2009 ، أشاد المجلس الدولي لضمان الجودة بالجامعة (UQAIB)  بجودة برامج الجامعة.
سجل الحرم الجامعي بدبي أكثر من 3600 طالب اعتبارًا من عام 2020.
في أغسطس من عام 2019 ، تم اختيار الجامعة لتكون شريكًا لـ PRCA في منطقة الشرق الأوسط وشمال إفريقيا .

## الموقع
يقع الحرم الجامعي في مجمع دبي للمعرفة. تم إنشاء مجمع دبي للمعرفة في عام 2003.

## البرامج المقدمة

### كلية إدارة الأعمال[13]
- بكالوريوس مع مرتبة الشرف في المحاسبة والمالية
- بكالوريوس مع مرتبة الشرف في محاسبة الأعمال
- بكالوريوس مع مرتبة الشرف في إدارة الأعمال
- بكالوريوس مع مرتبة الشرف في إدارة الأعمال (سلسلة التوريد والخدمات اللوجستية)
- بكالوريوس مع مرتبة الشرف في إدارة الأعمال (الابتكار وريادة الأعمال)
- بكالوريوس مع مرتبة الشرف في إدارة الأعمال (إدارة المشاريع)
- بكالوريوس مع مرتبة الشرف في إدارة الأعمال (الموارد البشرية)
- بكالوريوس مع مرتبة الشرف في إدارة الأعمال (المالية)
- بكالوريوس مع مرتبة الشرف في إدارة الأعمال (التسويق)
- بكالوريوس مع مرتبة الشرف في إدارة الأعمال الدولية
- بكالوريوس إدارة السياحة الدولية
- بكالوريوس مع مرتبة الشرف في التسويق
- ماجستير في إدارة الأعمال (جميع المسارات)
- ماجستير العلوم المالية والمصرفية
- ماجستير إدارة الاستثمار
- ماجستير إدارة وتنمية الموارد البشرية
- ماجستير إدارة الأعمال الدولية
- ماجستير اتصالات الشركات والتسويق
- ماجستير التسويق الرقمي
- ماجستير التسويق الاستراتيجي
- ماجستير الضيافة الدولية وإدارة الأحداث

### كلية المحاسبة والمالية[14]
- بكالوريوس مع مرتبة الشرف في المحاسبة والمالية
- بكالوريوس مع مرتبة الشرف في محاسبة الأعمال
- دورات الدراسات العليا
- ماجستير إدارة الاستثمار
- ماجستير العلوم المالية والمصرفية

### كلية الحقوق[15]
- ليسانس الحقوق مع مرتبة الشرف
- ليسانس الحقوق مع مرتبة الشرف في القانون مع العلاقات الدولية
- ليسانس الحقوق مع مرتبة الشرف في القانون التجاري
- ليسانس الحقوق مع مرتبة الشرف في القانون مع علم الجريمة
- ماجستير العلاقات الدولية
- ماجستير الحوكمة العالمية والتنمية المستدامة
- ماجستير في قانون الأعمال الدولي
- ماجستير في القانون الدولي
- قانون ماجستير

### مدرسة العلوم والتكنولوجيا[16]
- بكالوريوس تكنولوجيا المعلومات
- بكالوريوس نظم معلومات الأعمال
- بكالوريوس هندسة أنظمة الكمبيوتر
- بكالريوس الهندسة الإلكترونية
- بكالوريوس علم النفس مع إدارة الموارد البشرية
- بكالوريوس علم النفس مع مهارات الإرشاد
- بكالوريوس مع مرتبة الشرف في علم النفس مع التسويق
- بكالوريوس علم النفس مع التربية
- بكالوريوس مع مرتبة الشرف في علم النفس مع علم الجريمة
- ماجستير في الإدارة الهندسية
- ماجستير إدارة الشبكات والحوسبة السحابية
- ماجستير الروبوتات
- ماجستير إدارة نظم معلومات الأعمال (BISM)
- ماجستير في علوم البيانات
- ماجستير الأمن السيبراني واختبار القلم
- ماجستير علم النفس التطبيقي

### كلية الصحة والتعليم[17]
- بكالوريوس مع مرتبة الشرف في دراسات الطفولة المبكرة
- بكالوريوس مع مرتبة الشرف في الدراسات التربوية
- ماجستير التربية (إدارة القيادة)
- ماجستير التربية (التدريس والتعلم)
- مسار ماجستير التربية والتعليم (احتياجات التعليم الخاص والإعاقة)
- شهادة الدراسات العليا في التعليم العالي (PGCertHE)
- ماجستير التعليم العالي

### مدرسة الفنون والتصميم[18]
- بكالوريوس تصميم الأزياء
- بكالوريوس التصميم الجرافيكي
- دورات الدراسات العليا
- ماجستير التصميم الجرافيكي

### مدرسة الإعلام[19]
- بكالوريوس الكتابة الإبداعية والصحافة
- بكالوريوس مع مرتبة الشرف في الإعلان والعلاقات العامة والعلامات التجارية
- بكالوريوس الأفلام مع مرتبة الشرف
- بكالوريوس الوسائط الرقمية

## الاعتماد الاكاديمي
جامعة ميدلسكس دبي مرخصة من قبل هيئة المعرفة والتنمية البشرية (KHDA) التابعة لحكومة دبي. حصلت على تصنيف 5 نجوم في تصنيف التعليم العالي 2020 KHDA. يتم تدقيقها من قبل وكالة ضمان الجودة (QAA) في المملكة المتحدة للتعليم العالي. البرامج الأكاديمية في حرم ميدلسكس دبي لها نفس نظام التحقق مثل الجامعة الأم.